# MTV Video Music Awards Japan 2002
Die MTV Video Music Awards Japan 2002 wurden am 24. Mai 2002 im Tokyo International Forum in Tokio, Japan verliehen. Die Moderation übernahm das japanische Comedy-Duo London Boots Ichi-gō Ni-gō. Es war die erste Verleihung der MTV Video Music Awards Japan.

## Auftritte
- Namie Amuro
- Boyz II Men
- Chemistry
- Sheryl Crow – Soak Up the Sun[1]
- Dragon Ash
- Ayumi Hamasaki – Free & Easy[1]
- Jay-Z
- Joe
- Mr. Children
- Nickelback – How You Remind Me[1]
- Oasis
- Rip Slyme

## Gewinner und Nominierte
Die Finalisten in den 13. Kategorien wurden von den Zuschauern von MTV Japan gewählt. Die Sieger wurden durch ein Expertenkomitee bestimmt, das aus MTV-Personal und Mitarbeitern der Musikindustrie bestand.
| Video of the Year | Best Male |
| --- | --- |
| - Mr. Children – Kimi Ga Suki - Aerosmith – Jaded - Ayumi Hamasaki – Dearest - Janet Jackson – All for You - Hikaru Utada – Traveling                     | - Ken Hirai - Cornelius - Eminem - Fatboy Slim - Jamiroquai |
| Best Female | Best Group |
| - Ayumi Hamasaki - Janet Jackson - Misia - Britney Spears - Hikaru Utada                                                                                  | - Backstreet Boys - Dragon Ash - Glay - Mr. Children - U2 |
| Best New Artist | Best Rock |
| - Rip Slyme - BoA - Chemistry - Alicia Keys - Linkin Park                                                                                                 | - Dragon Ash - Aerosmith - Limp Bizkit - Love Psychedelico - U2 |
| Best Pop | Best R&B |
| - Chemistry - Backstreet Boys - Ayumi Hamasaki - Pink - Britney Spears                                                                                    | - Hikaru Utada - Mary J. Blige - Crystal Kay - Alicia Keys - Usher |
| Best Hip-Hop | Best Dance |
| - Rip Slyme - Dabo - Missy Elliott - Jay-Z - Rhymester | - The Chemical Brothers - Basement Jaxx - Daft Punk - Fatboy Slim - Gorillaz |
| Best Website | Best Video from a Film |
| - L’Arc-en-Ciel (www.LArc-en-Ciel.com) - Björk (www.bjork.com) - Dragon Ash (www.dragonash.co.jp) - Eminem (www.eminem.com) - Gorillaz (www.gorillaz.com) | - Christina Aguilera, Lil’ Kim, Mýa and Pink – Lady Marmalade (aus Moulin Rouge!) - Destiny’s Child – Independent Women Part 1 (aus 3 Engel für Charlie) - Dreams Come True – Crystal Vine (aus Atlantis – Das Geheimnis der verlorenen Stadt) - L’Arc-en-Ciel – Spirit Dreams Inside (Another Dream) (aus Final Fantasy: Die Mächte in dir) - Zeebra (featuring Aktion) – Neva Enuff (aus Brother) |
| Best Live Performance | |
| - Oasis - Dragon Ash - Jay-Z - Rip Slyme - Rize | |

## Special awards

### Inspiration Award – Japan
Namie Amuro

### Inspiration Award – International
Jay-Z

### Best Asian Artist
Jay Chou

### Legend Award
Jimmy Page